# Club Polideportivo Villarrobledo
El Don Octavio Club Polideportivo Villarrobledo es un club deportivo español de la ciudad de Villarrobledo (Albacete). Fue refundado en 1971 como continuador del desaparecido Club Deportivo Villarrobledo, fundado en 1958.
Contó con secciones de balonmano, fútbol y baloncesto. Actualmente solo tiene sección de fútbol, cuyo primer equipo milita en el Grupo XVIII de Tercera Federación. También cuenta con una escuela deportiva de fútbol base, en la que hay que destacar su equipo juvenil, que en la temporada 2014/15 logró el ascenso a Liga Nacional Juvenil.
En 2019, firmó un contrato de filialidad con el otro club de fútbol de la ciudad, el Olímpico de Villarrobledo.

## Historia

### Antecesores
Ya a finales de la década de 1910 y principios de la de Años 1920 se registra la existencia de una liga local de fútbol que enfrentaba a los equipos de los diferentes barrios de la localidad. Éstos eran La Estrella, Los Ferroviarios, El Palustre, Los Sastres y Los Tinajeros y celebraban sus encuentros en los campos de Las Eras de Santa Lucía y Fábrica de Harinas de Román Escudero. La necesidad de que existiera un equipo representativo de la, entonces, villa hizo necesaria la fundación, en 1919, del Villarrobledo F.C., que jugó su primer encuentro el 28 de septiembre de ese mismo año en el Campo de Sedano, primer estadio local.

### Villarrobledo Fútbol Club (1919-1958)
El equipo representativo de la ciudad tuvo ese nombre, (salvo un breve lapso desde 1939 a 1944 en que se llamó España Club de Fútbol), y disputó sus partidos en el vetusto Campo de Sedano. El hito más importante del club de aquella primera época, en ese estadio, fue un enfrentamiento amistoso contra el Valencia CF, celebrado el 3 de septiembre de 1931, que acabó con un rotundo 0-5 a favor del equipo ché. El jugador más destacado de aquella formación fue Aureliano García Pérez, que acabó jugando en la escuadra valenciana.
Hacia 1945 el equipo recupera su antiguo nombre (Villarrobledo F.C.), se inscribe en la Federación Murciana de Fútbol y sus partidos cambian de escenario por el Campo de San Antón. En esta época destacó uno de los grandes jugadores que ha dado Villarrobledo, Abilio Rubio, al que su entrenador Santiago Vozmediano dio la posibilidad de debutar.
Unos años después, en 1956, el equipo de la ciudad se inscribe como Villarrobledo Frente de Juventudes en la Federación Castellana de Fútbol (delegación de Ciudad Real) y cambió su antigua indumentaria (blanca y negra) por la que ya será definitiva en sus equipos herederos (camiseta roja y pantalón azul). Bajo esta denominación consiguió, en la temporada 1956-1957, alzarse con el Campeonato de Castilla de Aficionados y alcanzar la Primera División Regional Castellana. Este equipo cambió de nombre, en la siguiente temporada, por el de Club Deportivo Villarrobledo, denominación con la que alcanzó sus mayores éxitos.

### Club Deportivo Villarrobledo (1958-1971)
El Club Deportivo Villarrobledo, con esa denominación, fue refundado en 1958 a partir del Villarrobledo Frente de Juventudes. La temporada 1960-1961 logró ascender a la Segunda División (entonces no existía la Segunda División B) tras derrotar en la eliminatoria por el ascenso al Club Deportivo Castellón.
Aparte del Albacete Balompié es el único equipo provincial -y uno de los pocos de la región junto a CD Toledo, Calvo Sotelo CF y CD Guadalajara- que ha militado en la división de plata española. Sin embargo, no logró mantener la categoría, descendiendo a la Tercera División en 1962. Posteriormente bajó a categoría regional, en la temporada 1967-68, produciéndose su desaparición.

#### Clasificación en su mejor temporada
|  |     | Equipos de fútbol       | PJ | G  | E  | P  | GF | GC | Dif | Pts |
|  | --- | ----------------------- | -- | -- | -- | -- | -- | -- | --- | --- |
|  | 1.  | Córdoba CF              | 30 | 16 | 8  | 6  | 48 | 22 | +26 | 40  |
|  | 2.  | CD Málaga               | 30 | 14 | 10 | 6  | 52 | 36 | +16 | 38  |
|  | 3.  | Granada CF              | 30 | 15 | 6  | 9  | 48 | 34 | +14 | 36  |
|  | 4.  | UD Las Palmas           | 30 | 15 | 5  | 10 | 47 | 39 | +8  | 35  |
|  | 5.  | RC Recreativo de Huelva | 30 | 13 | 7  | 10 | 43 | 42 | +1  | 33  |
|  | 6.  | Levante UD              | 30 | 14 | 4  | 12 | 49 | 42 | +7  | 32  |
|  | 7.  | Hércules CF             | 30 | 14 | 4  | 12 | 55 | 46 | +9  | 32  |
|  | 8.  | Real Murcia             | 30 | 12 | 7  | 11 | 40 | 35 | +5  | 31  |
|  | 9.  | Real Jaén CF            | 30 | 14 | 3  | 13 | 58 | 42 | +16 | 31  |
|  | 10. | Cádiz CF                | 30 | 12 | 4  | 14 | 43 | 52 | -9  | 28  |
|  | 11. | CD Cartagena            | 30 | 13 | 2  | 15 | 45 | 56 | -11 | 28  |
|  | 12. | CD Mestalla             | 30 | 11 | 5  | 14 | 50 | 49 | +1  | 27  |
|  | 13. | Albacete Balompié       | 30 | 10 | 7  | 13 | 27 | 32 | -5  | 27  |
|  | 14. | CD San Fernando         | 30 | 11 | 5  | 14 | 37 | 47 | -10 | 27  |
|  | 15. | Atlético Ceuta          | 30 | 8  | 7  | 15 | 33 | 48 | -15 | 23  |
|  | 16. | CD Villarrobledo        | 30 | 4  | 4  | 22 | 26 | 79 | -53 | 12  |

J = Partidos jugados; G = Partidos ganados; E = Partidos empatados; P = Partidos perdidos; GF = Goles a favor ; GC = Goles en contra; GA = Diferencia de goles; Pts = Puntos
|  | Asciende a Primera División  |
|  | Promoción de ascenso         |
|  | Promoción de permanencia     |
|  | Desciende a Tercera División |

#### Resultados en su mejor temporada
|                         | Alb | AtC | Cad | Car | Cor | Gra | Her | Jae | Las | Lev | Mal | Mes | Mur | Rec | San | Vil |
| Albacete Balompié       |     | 2:0 | 3:0 | 4:1 | 1:1 | 2:1 | 0:2 | 2:0 | 0:2 | 1:1 | 1:1 | 1:0 | 1:1 | 1:0 | 2:0 | 1:0 |
| Atlético Ceuta          | 2:0 |     | 3:1 | 0:1 | 1:0 | 0:0 | 2:2 | 2:0 | 0:1 | 2:0 | 2:2 | 1:1 | 2:1 | 2:2 | 1:1 | 4:0 |
| Cádiz CF                | 0:0 | 1:0 |     | 5:1 | 1:1 | 2:1 | 1:2 | 2:1 | 3:2 | 3:0 | 2:1 | 3:0 | 2:1 | 2:1 | 1:1 | 4:1 |
| CD Cartagena            | 1:0 | 3:0 | 2:0 |     | 1:0 | 1:2 | 3:1 | 0:2 | 4:0 | 3:0 | 3:0 | 2:1 | 0:1 | 0:1 | 1:2 | 3:1 |
| Córdoba CF              | 1:1 | 3:2 | 4:1 | 5:0 |     | 1:0 | 0:0 | 1:0 | 2:0 | 5:0 | 0:0 | 1:0 | 0:0 | 2:1 | 3:0 | 2:0 |
| Granada CF              | 2:1 | 3:1 | 1:3 | 2:1 | 3:0 |     | 5:1 | 1:0 | 2:0 | 3:2 | 1:1 | 0:0 | 3:0 | 1:1 | 2:1 | 3:0 |
| Hércules CF             | 2:0 | 2:0 | 2:1 | 5:2 | 1:3 | 3:2 |     | 0:0 | 1:0 | 2:1 | 1:1 | 3:5 | 1:2 | 1:0 | 3:1 | 9:0 |
| Real Jaén CF            | 3:0 | 6:2 | 6:0 | 4:0 | 0:1 | 0:3 | 2:1 |     | 2:1 | 3:0 | 2:1 | 6:2 | 0:0 | 6:2 | 1:0 | 6:2 |
| UD Las Palmas           | 3:1 | 0:0 | 3:0 | 3:4 | 1:1 | 2:2 | 2:0 | 2:1 |     | 1:0 | 2:0 | 2:0 | 1:1 | 3:2 | 2:1 | 4:0 |
| Levante UD              | 1:0 | 3:0 | 2:0 | 6:0 | 1:2 | 4:1 | 3:1 | 2:2 | 3:1 |     | 2:0 | 1:2 | 2:2 | 3:0 | 1:2 | 2:0 |
| CD Málaga               | 0:0 | 4:2 | 3:0 | 2:1 | 1:0 | 2:0 | 3:2 | 3:0 | 3:1 | 1:1 |     | 3:1 | 2:0 | 4:1 | 3:2 | 3:2 |
| CD Mestalla             | 2:0 | 2:0 | 3:2 | 4:1 | 0:1 | 0:1 | 0:1 | 4:0 | 2:2 | 0:2 | 2:2 |     | 2:1 | 2:0 | 8:1 | 3:0 |
| Real Murcia             | 2:1 | 2:0 | 2:1 | 1:1 | 2:1 | 1:2 | 1:4 | 3:0 | 0:1 | 1:2 | 1:1 | 1:0 |     | 1:2 | 3:0 | 4:1 |
| RC Recreativo de Huelva | 1:0 | 1:0 | 3:1 | 0:0 | 0:4 | 1:0 | 3:2 | 3:2 | 3:1 | 4:2 | 1:1 | 6:0 | 2:1 |     | 0:0 | 2:0 |
| CD San Fernando         | 2:0 | 1:2 | 1:0 | 2:0 | 2:1 | 2:0 | 2:0 | 2:1 | 0:1 | 0:1 | 2:1 | 3:3 | 0:1 | 0:0 |     | 4:2 |
| CD Villarrobledo        | 0:1 | 3:0 | 1:1 | 2:5 | 2:2 | 1:1 | 1:0 | 0:2 | 1:3 | 0:1 | 1:3 | 2:1 | 0:3 | 0:0 | 3:2 |     |

### Club Polideportivo Villarrobledo (1971)
En 1971 se fundó el actual Club Polideportivo Villarrobledo, que ascendió a Tercera en la temporada 1980-81 y militó en esa categoría, de manera ininterrumpida, hasta la temporada 2018-19.
En las temporadas 1986-87 y 1987-88, por reestructuración de los grupos, obtuvo plaza en Segunda B y renunció a ocuparla
En la temporada 2011-2012, se proclamó campeón de su grupo, a falta de seis jornadas para la finalización, por una amplia diferencia de puntos sobre el segundo clasificado, sin embargo, no logró ascender.
En la temporada 2018-2019, tras haber jugado 11 promociones de ascenso en 25 años y haber estado a punto de desaparecer por su delicada situación económica, logró subir a segunda B.

#### Clasificación en su mejor temporada
| Pos. | Equipo                        | Pts | PJ | PG | PE | PP | GF | GC |
| ---- | ----------------------------- | --- | -- | -- | -- | -- | -- | -- |
| 1.   | U.D. Socuéllamos C.F.         | 91  | 38 | 28 | 7  | 3  | 83 | 16 |
| 2.   | Villarrubia C.F.              | 75  | 38 | 23 | 6  | 9  | 61 | 37 |
| 3.   | C.P. Villarrobledo            | 75  | 38 | 23 | 6  | 9  | 68 | 42 |
| 4.   | C.D. Toledo                   | 70  | 38 | 22 | 4  | 12 | 68 | 43 |
| 5.   | Atlético Albacete             | 63  | 38 | 17 | 12 | 9  | 64 | 43 |
| 6.   | C.D. Manchego Ciudad Real     | 58  | 38 | 15 | 13 | 10 | 39 | 31 |
| 7.   | La Roda C.F.                  | 55  | 38 | 15 | 10 | 13 | 41 | 40 |
| 8.   | C.D. Quintanar del Rey        | 51  | 38 | 15 | 6  | 17 | 49 | 59 |
| 9.   | Calvo Sotelo Puertollano C.F. | 51  | 38 | 14 | 9  | 15 | 43 | 47 |
| 10.  | C.D. Azuqueca                 | 50  | 38 | 14 | 8  | 16 | 57 | 55 |
| 11.  | C.D. Madridejos               | 49  | 38 | 13 | 7  | 17 | 39 | 40 |
| 12.  | Atlético Ibañés               | 45  | 38 | 13 | 6  | 19 | 55 | 58 |
| 13.  | C.F. La Solana                | 45  | 38 | 12 | 9  | 17 | 38 | 55 |
| 14.  | C.D. Tarancón                 | 44  | 38 | 13 | 5  | 20 | 56 | 74 |
| 15.  | C.D. Guadalajara              | 43  | 38 | 13 | 4  | 21 | 45 | 67 |
| 16.  | Almagro C.F.                  | 43  | 38 | 11 | 10 | 17 | 40 | 51 |
| 17.  | C.D. Villacañas               | 42  | 38 | 11 | 9  | 18 | 39 | 56 |
| 18.  | C.D. Atlético Tomelloso       | 40  | 38 | 10 | 10 | 18 | 39 | 55 |
| 19.  | C.D. Marchamalo               | 37  | 38 | 10 | 7  | 21 | 33 | 65 |
| 20.  | Mora C.F.                     | 35  | 38 | 9  | 8  | 21 | 27 | 50 |

Pts = Puntos; PJ = Partidos Jugados; G = Partidos Ganados; E = Partidos Empatados; P = Partidos Perdidos; GF = Goles a Favor; GC = Goles en Contra
|   | Promoción de ascenso a Segunda División B / Ruta de campeones de grupo ( si consiguió subir de categoría)       |
|   | Promoción de ascenso a Segunda División B / Ruta de no campeones de grupo ( si consiguió subir de categoría)    |
|   | Descenso a Primera Autonómica Preferente                                                                        |
|   | Retirada o exclusión de la competición durante el transcurso de la misma (situación en el momento del abandono) |
| / | Ascenso / Descenso administrativo tras haber finalizado la temporada                                            |
|   | Desaparición o renuncia para la siguiente temporada                                                             |

- El primer clasificado obtendrá una plaza para disputar la edición 2019-20 de la Copa del Rey de fútbol por ser el conjunto no filial mejor clasificado. El segundo lugar también se clasificará si se encuentra dentro de los 14 subcampeones de grupo con mejor coeficiente.

#### Resultados en su mejor temporada
En las filas se indican los partidos que se juegan en casa y en las columnas los que se juegan fuera. Los resultados que se indiquen junto a un asterisco (*) son los decretados tras la retirada de algún club de la competición.
|                               | ALB | ALM | AIB | ATM | AZU | CSP | GUA | LRD | LSO | MAD | MCR | MHA | MOR | QDR | SOC | TAR | TOL | VCÑ | VRO | VRU |
| Atlético Albacete             |     | 1-1 | 1-3 | 1-0 | 1-1 | 2-0 | 3-0 | 0-0 | 2-2 | 3-1 | 0-0 | 4-2 | 1-0 | 2-0 | 2-5 | 2-2 | 1-1 | 2-1 | 2-0 | 2-3 |
| Almagro C.F.                  | 0-3 |     | 1-0 | 2-0 | 0-0 | 0-0 | 1-1 | 0-1 | 0-0 | 1-0 | 2-1 | 1-1 | 0-0 | 1-0 | 0-1 | 2-2 | 2-0 | 0-1 | 0-2 | 0-2 |
| Atlético Ibañés               | 0-0 | 4-1 |     | 3-2 | 3-4 | 2-0 | 1-2 | 2-1 | 1-2 | 0-2 | 1-3 | 4-0 | 1-1 | 0-3 | 1-3 | 2-0 | 4-2 | 1-0 | 1-2 | 1-2 |
| C.D. Atlético Tomelloso       | 1-1 | 1-1 | 2-1 |     | 1-1 | 0-1 | 1-3 | 1-0 | 2-0 | 0-0 | 2-3 | 0-0 | 2-1 | 3-2 | 1-4 | 2-1 | 0-1 | 2-2 | 0-1 | 1-1 |
| C.D. Azuqueca                 | 0-3 | 2-3 | 2-2 | 0-1 |     | 1-4 | 5-1 | 5-1 | 2-0 | 1-0 | 1-2 | 3-0 | 0-0 | 3-2 | 0-1 | 4-2 | 2-4 | 2-0 | 2-2 | 1-3 |
| Calvo Sotelo Puertollano C.F. | 1-1 | 1-1 | 2-0 | 1-1 | 1-2 |     | 1-0 | 0-1 | 1-3 | 1-1 | 1-1 | 2-1 | 3-1 | 0-1 | 1-2 | 3-0 | 0-4 | 1-0 | 1-0 | 3-1 |
| C.D. Guadalajara              | 0-4 | 4-2 | 2-1 | 3-1 | 3-2 | 2-3 |     | 0-1 | 1-0 | 3-1 | 0-3 | 1-0 | 3-2 | 1-2 | 1-1 | 3-1 | 1-1 | 0-2 | 2-2 | 0-3 |
| La Roda C.F.                  | 1-1 | 1-3 | 1-0 | 4-3 | 0-1 | 1-1 | 0-1 |     | 0-0 | 1-0 | 1-2 | 4-0 | 1-0 | 1-1 | 0-0 | 0-1 | 2-3 | 0-4 | 0-0 | 2-0 |
| C.F. La Solana                | 1-0 | 3-0 | 0-5 | 1-0 | 0-0 | 1-0 | 1-0 | 0-0 |     | 0-1 | 1-1 | 4-1 | 1-0 | 2-4 | 0-0 | 0-3 | 2-3 | 1-0 | 0-2 | 0-1 |
| C.D. Madridejos               | 1-2 | 2-1 | 1-0 | 0-1 | 0-2 | 2-0 | 2-1 | 2-0 | 0-2 |     | 1-0 | 1-1 | 2-1 | 0-0 | 0-0 | 1-0 | 1-0 | 1-0 | 0-1 | 2-2 |
| C.D. Manchego Ciudad Real     | 1-0 | 0-3 | 0-1 | 0-0 | 1-1 | 1-0 | 5-1 | 1-0 | 2-2 | 1-0 |     | 2-1 | 0-0 | 0-2 | 0-0 | 1-2 | 1-0 | 0-0 | 1-2 | 2-0 |
| C.D. Marchamalo               | 1-1 | 3-2 | 1-2 | 1-2 | 1-0 | 0-2 | 0-1 | 2-4 | 3-2 | 2-1 | 0-2 |     | 0-0 | 0-3 | 0-3 | 0-2 | 1-0 | 1-0 | 0-1 | 0-1 |
| Mora C.F.                     | 1-0 | 0-1 | 1-1 | 1-0 | 0-2 | 1-0 | 2-1 | 1-2 | 2-0 | 0-4 | 0-0 | 0-1 |     | 0-1 | 0-1 | 2-1 | 1-2 | 1-4 | 2-1 | 1-0 |
| C.D. Quintanar del Rey        | 0-2 | 3-0 | 1-0 | 2-1 | 1-3 | 1-1 | 2-0 | 1-1 | 1-2 | 3-2 | 0-1 | 1-2 | 1-1 |     | 0-3 | 2-1 | 0-6 | 1-3 | 0-1 | 0-0 |
| U.D. Socuéllamos C.F.         | 4-1 | 1-0 | 4-0 | 0-1 | 2-0 | 3-0 | 2-1 | 2-0 | 4-0 | 3-1 | 3-0 | 0-1 | 3-0 | 4-1 |     | 7-0 | 1-0 | 5-0 | 2-0 | 1-2 |
| C.D. Tarancón                 | 0-2 | 4-3 | 1-1 | 3-2 | 2-1 | 1-2 | 2-0 | 1-4 | 3-1 | 1-1 | 1-0 | 2-4 | 4-0 | 2-1 | 1-2 |     | 0-3 | 2-4 | 3-3 | 0-1 |
| C.D. Toledo                   | 2-3 | 3-2 | 1-2 | 2-0 | 1-0 | 0-3 | 1-0 | 0-1 | 3-1 | 2-1 | 1-1 | 3-0 | 2-1 | 4-1 | 0-0 | 2-0 |     | 1-0 | 1-0 | 1-0 |
| C.D. Villacañas               | 1-5 | 0-2 | 1-1 | 1-1 | 1-0 | 1-1 | 1-0 | 0-2 | 1-1 | 0-3 | 0-0 | 2-2 | 2-1 | 0-3 | 0-3 | 1-0 | 0-2 |     | 1-3 | 2-2 |
| C.P. Villarrobledo            | 2-1 | 2-1 | 4-2 | 4-0 | 3-0 | 2-1 | 3-2 | 1-1 | 4-1 | 2-1 | 1-0 | 2-0 | 0-1 | 6-0 | 0-0 | 3-4 | 4-3 | 0-3 |     | 2-0 |
| Villarrubia C.F.              | 4-1 | 1-0 | 2-1 | 2-1 | 3-1 | 5-0 | 2-0 | 0-1 | 2-1 | 2-0 | 0-0 | 0-0 | 2-1 | 0-2 | 1-3 | 2-1 | 4-3 | 2-0 | 3-0 |     |

#### Resultados fase de ascenso

##### Primera eliminatoria
En la primera eliminatoria se enfrentaron los segundos clasificados de cada grupo contra los cuartos clasificados de otro grupo distinto al suyo, y los terceros clasificados entre sí, como el CP Villarrobledo, que resultó emparejado con el C.D. Olímpic de Xàtiva, del grupo valenciano de Tercera División. Los vencedores de esta ronda pasaron a la siguiente junto con los nueve perdedores de la ruta de campeones de grupo. Los partidos de ida se celebraron los días 25 y 26 de mayo y los de vuelta los días 1 y 2 de junio de 2019.

##### Segunda eliminatoria
En esta eliminatoria se enfrentaron los vencedores de la primera eliminatoria y los perdedores de la ruta de campeones. Los vencedores pasaron a la última eliminatoria. Se sorteó el lunes 3 de junio en Las Rozas de Madrid. Los partidos de ida se celebraron los días 8 y 9 de junio y los de vuelta los días 15 y 16 de junio de 2019.
Para el sorteo de la segunda y tercera eliminatoria, los equipos se repartieron en cuatro bombos de la siguiente manera:
- Bombo 1: campeones de grupo
- Bombo 2: subcampeones de grupo
- Bombo 3: terceros clasificados de grupo
- Bombo 4: cuartos clasificados de grupo

Durante el sorteo, se emparejó un equipo del bombo más alto y un equipo del bombo más bajo hasta que se vaciaron uno o ambos bombos. El equipo peor clasificado jugó en casa la ida de la eliminatoria. Este proceso se repitió hasta que todos los bombos se vaciaron o hasta que sólo quedaron equipos en un bombo, en cuyo caso los equipos restantes se emparejaron entre sí, jugando la ida en casa el equipo que salga en primer lugar. En estos casos, mientras sea posible, se evita el emparejamiento de equipos provenientes del mismo grupo de la fase regular. El CP Villarrobledo quedó emparejado con la Gimnástica Segoviana C.F. del grupo de Castilla y León.

##### Tercera eliminatoria
Aquí se enfrentaron los vencedores de la segunda eliminatoria. Los vencedores de esta última eliminatoria jugarán la siguiente temporada de Segunda División B, acompañando a los vencedores de la ruta de campeones. Los partidos de ida se celebraron los días 22 y 23 de junio y la vuelta los días 29 y 30 de junio de 2019. El CP Villarrobledo disputó el partido el enfrentamiento decisivo, con el que ascendió, contra el C.D. Lealtad, del grupo II de Tercera.

## Temporada actual 2024-25
| Pos. | Equipo                            | Pts. | PJ | G  | E  | P  | GF | GC | Dif. |                                                                          |
| ---- | --------------------------------- | ---- | -- | -- | -- | -- | -- | -- | ---- | ------------------------------------------------------------------------ |
| 1    | C. D. Quintanar del Rey (A, C)    | 64   | 34 | 17 | 13 | 4  | 31 | 15 | +16  | Ascenso a Segunda Federación y Copa del Rey                              |
| 2    | Atlético Albacete                 | 63   | 34 | 17 | 12 | 5  | 61 | 31 | +30  | Play-Offs Ascenso a Segunda Federación                                   |
| 3    | C. D. Toledo                      | 62   | 34 | 18 | 8  | 8  | 47 | 17 | +30  | Play-Offs Ascenso a Segunda Federación                                   |
| 4    | C. D. Villacañas                  | 62   | 34 | 18 | 8  | 8  | 39 | 29 | +10  | Play-Offs Ascenso a Segunda Federación                                   |
| 5    | U. D. Socuéllamos C. F. (A)       | 57   | 34 | 16 | 9  | 9  | 47 | 24 | +23  | Acceso a Promoción a Segunda Federación con Ascenso a Segunda Federación |
| 6    | C. D. Huracán de Balazote         | 56   | 34 | 14 | 14 | 6  | 41 | 28 | +13  |                                                                          |
| 7    | C. D. Tarancón                    | 55   | 34 | 15 | 10 | 9  | 41 | 31 | +10  |                                                                          |
| 8    | C. D. Cazalegas                   | 49   | 34 | 14 | 7  | 13 | 47 | 44 | +3   |                                                                          |
| 9    | Calvo Sotelo de Puertollano C. F. | 48   | 34 | 11 | 15 | 8  | 39 | 39 | 0    |                                                                          |
| 10   | Villarrubia C. F.                 | 47   | 34 | 12 | 11 | 11 | 40 | 38 | +2   |                                                                          |
| 11   | C. D. Manchego Ciudad Real        | 45   | 34 | 12 | 9  | 13 | 45 | 37 | +8   |                                                                          |
| 12   | C. D. Pedroñeras                  | 43   | 34 | 11 | 10 | 13 | 37 | 43 | −6   |                                                                          |
| 13   | C. D. Marchamalo                  | 41   | 34 | 12 | 5  | 17 | 50 | 47 | +3   |                                                                          |
| 14   | C. D. Azuqueca                    | 41   | 34 | 10 | 11 | 13 | 40 | 49 | −9   |                                                                          |
| 15   | C. P. Villarrobledo               | 36   | 34 | 10 | 9  | 15 | 31 | 49 | −18  |                                                                          |
| 16   | C. D. E. F. B. Valdepeñas (D)     | 22   | 34 | 3  | 13 | 18 | 21 | 48 | −27  | Descenso a Primera Autonómica Preferente                                 |
| 17   | C. D. Noblejas (D)                | 18   | 34 | 3  | 9  | 22 | 30 | 69 | −39  | Descenso a Primera Autonómica Preferente                                 |
| 18   | Manzanares C. F. (D)              | 15   | 34 | 2  | 9  | 23 | 23 | 72 | −49  | Descenso a Primera Autonómica Preferente                                 |

Actualizado a los partidos jugados el 11 de mayo de 2025.
 Fuente: BeSoccer
Notas:
1. ↑  El C. P. Villarrobledo fue penalizado con el descuento de tres puntos en la clasificación por incomparecencia al partido Villacañas - Villarrobledo (jornada 19ª).[6]

| Local \ Visitante                 | ATA | AZU | CAL | CAZ | HUR | MAC | MAN | MAR | NOB | PED | QUI | SOC | TAR | TOL | VAL | VIL | VRO | VRU |
| --------------------------------- | --- | --- | --- | --- | --- | --- | --- | --- | --- | --- | --- | --- | --- | --- | --- | --- | --- | --- |
| Atlético Albacete                 | —   | 4–1 | 0–0 | 2–2 | 3–3 | 0–2 | 4–0 | 2–1 | 2–0 | 1–0 | 2–2 | 0–1 | 3–0 | 1–0 | 6–2 | 1–1 | 0–1 | 2–0 |
| C. D. Azuqueca                    | 1–1 | —   | 4–0 | 4–3 | 0–3 | 1–0 | 2–0 | 3–2 | 4–1 | 0–2 | 0–0 | 1–1 | 0–0 | 2–1 | 0–0 | 0–1 | 0–2 | 1–1 |
| Calvo Sotelo de Puertollano C. F. | 0–0 | 0–1 | —   | 3–0 | 1–1 | 2–0 | 3–2 | 3–3 | 2–2 | 2–2 | 2–0 | 0–3 | 2–2 | 0–0 | 1–0 | 1–1 | 1–0 | 2–0 |
| C. D. Cazalegas                   | 1–4 | 3–1 | 0–1 | —   | 0–1 | 1–1 | 2–1 | 4–0 | 2–2 | 4–2 | 0–1 | 1–0 | 2–3 | 1–0 | 1–0 | 2–1 | 3–0 | 2–1 |
| C. D. Huracán de Balazote         | 0–0 | 2–2 | 1–1 | 1–0 | —   | 2–0 | 3–1 | 0–0 | 2–0 | 0–4 | 0–0 | 0–2 | 1–0 | 0–0 | 2–0 | 0–2 | 2–0 | 2–1 |
| C. D. Manchego Ciudad Real        | 1–2 | 4–1 | 1–0 | 1–1 | 2–1 | —   | 3–3 | 2–0 | 4–1 | 1–2 | 0–1 | 1–0 | 1–3 | 1–0 | 4–2 | 0–2 | 6–0 | 1–2 |
| Manzanares C. F.                  | 0–2 | 1–1 | 1–1 | 2–2 | 0–4 | 0–0 | —   | 0–5 | 1–1 | 2–0 | 1–1 | 0–1 | 0–3 | 0–2 | 0–0 | 2–3 | 1–2 | 0–2 |
| C. D. Marchamalo                  | 1–1 | 3–1 | 1–1 | 2–3 | 1–2 | 1–0 | 3–2 | —   | 3–0 | 3–0 | 0–1 | 0–3 | 2–3 | 0–1 | 2–1 | 2–0 | 2–4 | 0–1 |
| C. D. Noblejas                    | 0–1 | 2–3 | 0–2 | 1–1 | 2–2 | 0–4 | 0–1 | 1–1 | —   | 2–0 | 0–2 | 0–0 | 0–1 | 0–4 | 0–0 | 0–2 | 1–2 | 2–2 |
| C. D. Pedroñeras                  | 3–3 | 0–0 | 0–2 | 1–0 | 0–0 | 0–0 | 3–0 | 0–1 | 2–1 | —   | 0–1 | 0–1 | 1–0 | 0–2 | 1–1 | 3–1 | 2–2 | 2–0 |
| C. D. Quintanar del Rey           | 2–1 | 1–1 | 2–0 | 1–0 | 0–0 | 0–0 | 3–1 | 2–0 | 2–3 | 1–0 | —   | 0–0 | 2–1 | 0–0 | 0–0 | 0–0 | 1–0 | 0–0 |
| U. D. Socuéllamos C. F.           | 1–1 | 2–1 | 2–3 | 1–2 | 0–0 | 3–0 | 3–0 | 1–0 | 3–1 | 5–0 | 0–1 | —   | 0–1 | 1–0 | 3–0 | 0–1 | 2–2 | 2–1 |
| C. D. Tarancón                    | 1–3 | 2–0 | 2–0 | 2–0 | 0–2 | 2–2 | 2–0 | 2–1 | 3–1 | 1–1 | 0–1 | 0–0 | —   | 2–1 | 1–0 | 0–0 | 0–1 | 1–1 |
| C. D. Toledo                      | 1–1 | 2–0 | 0–0 | 2–0 | 1–0 | 0–0 | 5–0 | 2–0 | 4–1 | 0–2 | 2–1 | 1–2 | 0–0 | —   | 3–0 | 3–0 | 1–0 | 1–1 |
| C. D. E. F. B. Valdepeñas         | 1–4 | 0–1 | 2–2 | 0–2 | 0–2 | 0–2 | 3–0 | 0–2 | 2–1 | 0–1 | 0–1 | 2–2 | 0–0 | 0–1 | —   | 1–1 | 2–0 | 1–1 |
| C. D. Villacañas                  | 0–1 | 2–1 | 1–0 | 0–1 | 3–0 | 1–0 | 1–1 | 1–0 | 2–1 | 0–0 | 0–0 | 1–0 | 2–1 | 1–4 | 0–0 | —   | 3–0 | 2–1 |
| C. P. Villarrobledo               | 1–3 | 1–1 | 1–1 | 1–1 | 0–0 | 1–1 | 1–0 | 0–6 | 1–0 | 3–0 | 0–1 | 2–2 | 0–1 | 0–1 | 0–0 | 1–2 | —   | 2–0 |
| Villarrubia C. F.                 | 1–0 | 2–1 | 4–0 | 1–0 | 2–2 | 2–0 | 1–0 | 0–2 | 2–3 | 3–3 | 0–0 | 1–0 | 1–1 | 0–2 | 1–1 | 2–0 | 2–0 | —   |

## Uniforme
- Uniforme titular: Camiseta roja, pantalón azul oscuro y medias negras.
- Visitante: Camiseta blanca, pantalón blanco y medias blancas.

## Estadio
El campo municipal de deportes Nuestra Señora de la Caridad es el estadio donde juega sus partidos como local el Club Polideportivo Villarrobledo. Fue inaugurado en 1958 y tiene capacidad para 5500 espectadores.
Fue sede del partido internacional que enfrentó a las selecciones nacionales de España e Israel en categoría sub-21 el 9 de octubre de 1999.

## Entrenadores

### Cronología entrenadores
- José Antonio Fernández González (1996)
- José Luis Sepúlveda Esteso (1996-1998)
- Gabriel Ramón Florit (1998-2001)
- Ramón Pérez Pérez (2001)
- José Antonio Fernández González (2001-2003)
- Pedro Arenas Arenas (2003-2004)
- Antonio García Pérez (2004)
- Gabriel Ramón Florit (2004-2006)
- Ignacio Galindo (2006-2007)
- Rubén Ciraolo (2007)
- José Luis Sepúlveda Esteso (2007-2008)
- Miguel Novo Carrascosa (2008-2009)
- Antonio de la Torre Camacho "Torreca" (2009-2010)
- Javier Bermúdez Presumido (2009-2010)
- Juan Arsenal (2010-2011)
- Javier Bermúdez Presumido (2011-2012)
- Antonio Luis Cazalilla Cano (2012-2013)
- Benigno Sánchez Yepes (2013-2014)
- Gabriel Ramón Florit (2014-2015)
- Antolín "Tolo" Ocaña (2015-2016)
- Manuel Martínez Herrero (2016-2018)
- Jesús Castellanos Garrido (2018-2020)
- Eduardo Pérez Morán (2020-2021)
- Miguel Aroca Martínez (2021-2022)
- José Luis Fuentes López (2022-2023)
- Armindo Ceccon (2023)
- Sergio Aracil Izquierdo (2023-2025)
- Armindo Ceccon (2025-presente)

## Todas las temporadas

### 2021-Actualidad
- Temporadas en Segunda División: 1 (como CD Villarrobledo).
- Temporadas en Segunda División B: 2 (como CP Villarrobledo).
- Temporadas en Tercera Federación: 4 (como CP Villarrobledo).
- Temporadas en Tercera División: 48 (9 como CD Villarrobledo, y 39 como CP Villarrobledo).
- Temporadas en Regional Preferente: 3 (como CP Villarrobledo).
- Temporadas en Primera Regional: 6 (2 como Villarrobledo FJ, 2 como CD Villarrobledo, y 2 como CP Villarrobledo).
- Temporadas en Segunda Regional: 5 (1 como CD Villarrobledo, y 4 como CP Villarrobledo).

| Temporada | División         | Posición     | Copa del Rey  |
| --------- | ---------------- | ------------ | ------------- |
| 1956/57   | Primera Regional | ¿?º          |               |
| 1957/58   | Primera Regional | 1.º          |               |
| 1958/59   | Tercera          | 2.º          |               |
| 1959/60   | Tercera          | 3.º          |               |
| 1960/61   | Tercera          | 2.º          |               |
| 1961/62   | Segunda          | 16.º         | Primera ronda |
| 1962/63   | Tercera          | 7.º          |               |
| 1963/64   | Tercera          | 5.º          |               |
| 1964/65   | Tercera          | 3.º          |               |
| 1965/66   | Tercera          | 6.º          |               |
| 1966/67   | Tercera          | 9.º          |               |
| 1967/68   | Tercera          | 17.º         |               |
| 1968/69   | Primera Regional | No participa |               |
| 1969/70   | Primera Regional | No participa |               |
| 1970/71   | Segunda Regional | 13.º         |               |
| 1971/72   | Segunda Regional | No participa |               |
| 1972/73   | Segunda Regional | No participa |               |
| 1973/74   | Segunda Regional | 12.º         |               |
| 1974/75   | Segunda Regional | 4.º          |               |
| 1975/76   | Primera Regional | 9.º          |               |

| Temporada | División            | Posición | Copa del Rey  |
| --------- | ------------------- | -------- | ------------- |
| 1976/77   | Primera Regional    | 1.º      |               |
| 1977/78   | Regional Preferente | 12.º     |               |
| 1978/79   | Regional Preferente | 7.º      |               |
| 1979/80   | Regional Preferente | 4.º      |               |
| 1980/81   | Tercera             | 11.º     |               |
| 1981/82   | Tercera             | 9.º      |               |
| 1982/83   | Tercera             | 5.º      |               |
| 1983/84   | Tercera             | 8.º      | Primera ronda |
| 1984/85   | Tercera             | 5.º      |               |
| 1985/86   | Tercera             | 5.º      | Primera ronda |
| 1986/87   | Tercera             | 10.º     | Primera ronda |
| 1987/88   | Tercera             | 2.º      |               |
| 1988/89   | Tercera             | 2.º      |               |
| 1989/90   | Tercera             | 8.º      |               |
| 1990/91   | Tercera             | 6.º      |               |
| 1991/92   | Tercera             | 5.º      | Primera ronda |
| 1992/93   | Tercera             | 16.º     | Primera ronda |
| 1993/94   | Tercera             | 3.º      |               |
| 1994/95   | Tercera             | 5.º      |               |
| 1995/96   | Tercera             | 6.º      |               |

| Temporada | División | Posición | Copa del Rey  |
| --------- | -------- | -------- | ------------- |
| 1996/97   | Tercera  | 3.º      |               |
| 1997/98   | Tercera  | 6.º      |               |
| 1998/99   | Tercera  | 6.º      |               |
| 1999/00   | Tercera  | 3.º      |               |
| 2000/01   | Tercera  | 2.º      |               |
| 2001/02   | Tercera  | 3.º      |               |
| 2002/03   | Tercera  | 5.º      |               |
| 2003/04   | Tercera  | 8.º      |               |
| 2004/05   | Tercera  | 9.º      |               |
| 2005/06   | Tercera  | 7.º      |               |
| 2006/07   | Tercera  | 14.º     |               |
| 2007/08   | Tercera  | 2.º      |               |
| 2008/09   | Tercera  | 16.º     |               |
| 2009/10   | Tercera  | 6.º      |               |
| 2010/11   | Tercera  | 14.º     |               |
| 2011/12   | Tercera  | 1.º      |               |
| 2012/13   | Tercera  | 6.º      | Primera ronda |
| 2013/14   | Tercera  | 3.º      |               |
| 2014/15   | Tercera  | 9.º      |               |
| 2015/16   | Tercera  | 8.º      |               |

| Temporada | División  | Posición   | Copa del Rey |
| --------- | --------- | ---------- | ------------ |
| 2016/17   | Tercera   | 3.º        |              |
| 2017/18   | Tercera   | 2.º        |              |
| 2018/19   | Tercera   | 3.º        |              |
| 2019/20   | Segunda B | 20.º       |              |
| 2020/21   | Segunda B | 10.º / 8.º |              |
| 2021/22   | 3.ª RFEF  | 4.º        |              |
| 2022/23   | 3.ª Fed   | 13.º       |              |
| 2023/24   | 3.ª Fed   | 12.º       |              |
| 2024/25   | 3.ª Fed   |            |              |

### Palmarés

#### Como Villarrobledo FJ
- Campeón de Liga de Primera Regional (1): 1957-58.
- Campeonato de Castilla de Aficionados (1): 1956-57.

#### Como CD Villarrobledo
- Subcampeón de Liga de Tercera división (2): 1958-59 y 1960-61.
- Mejor clasificación histórica, 16.º en Segunda división: 1961-62.

#### Como CP Villarrobledo
- Campeón de Liga de Tercera división (1): 2011-12.
- Subcampeón de Liga de Tercera división (5): 1987-88, 1988-89, 2000-01, 2007-08 y 2017-18.
- Campeón de Liga de Primera Regional (1): 1976-77.
- Campeón del Trofeo Junta de Comunidades de Castilla-La Mancha (1): 2017-18.
- Campeón de la Fase regional de la Copa Federación[9] (1): 2011-12.

### Trofeos amistosos
- Trofeo Rosa del Azafrán: (2) 2009, 2016
- Trofeo Feria de San Julián (Cuenca): (1) 1982
- Trofeo Ciudad de Motril: (1) 1996
- Trofeo Ciudad de Tomelloso: (1) 2013

## En la cultura popular
Las simpatías que despertó en su breve periplo por Segunda División, a pesar del pésimo bagaje deportivo alcanzado, motivaron que un resultado del equipo fuera importante para el desarrollo de la trama de la película Vuelve San Valentín, ya que, gracias a que es acertado en la quiniela, la protagonista Gracita Morales se convierte en millonaria.